# Cinderella-wa ne myeong-ui gisa
Cinderella-wa ne myeong-ui gisa (신데렐라와 네 명의 기사?, lett. Cenerentola e i quattro cavalieri, titolo internazionale Cinderella with Four Knights, conosciuto anche come You Are the First) è una serie televisiva sudcoreana, trasmessa su tvN dal 12 agosto al 1º ottobre 2016.
Basato sul romanzo omonimo pubblicato nel 2011 da Baek Myo, il drama è stato paragonato a Kkotboda namja per la somiglianza delle premesse.

## Trama
Eun Ha-won è una liceale che sogna di diventare insegnante, come desiderava la sua defunta madre. Il padre si è risposato e la matrigna e la sorellastra la trattano come una schiava, senza considerarla parte della famiglia. Ha-won cerca comunque di essere gentile con loro e spera di poter riallacciare i rapporti con il padre. Per poter pagare le tasse universitarie ha più di dieci lavori part-time, ma dopo essere riuscita ad accumulare circa 4 milioni di won, li spende tutti per saldare le tasse di sepoltura dell'urna della madre, che il padre non aveva mai pagato.
Accetta quindi l'offerta di Kang Hyun-min, un ragazzo erede di un'immensa fortuna incontrato quasi per caso al minimarket dove stava lavorando: se passerà con lui tre ore di quella sera (dalle nove a mezzanotte) fingendo di essere la sua fidanzata, la pagherà 2 milioni di won. Arrivata lì scopre che parteciperà al quinto matrimonio del nonno di Hyun-min, e che questo ha intenzione di rovinarlo annunciando improvvisamente di volerla sposare. Ha-won riesce a far scusare il giovane con la forza e dopo aver avuto un incontro burrascoso con Kang Ji-woon, uno dei tre cugini Kang, torna di corsa a casa.
Ha però attirato l'attenzione dell'intero mondo mediatico su di sé, che da quel momento la considera a tutti gli effetti la fidanzata di Kang Hyun-min. Il nonno del giovane (Presidente del ricco e potente Haneul Group), rimasto colpito dagli avvenimenti della sera precedente, fa delle ricerche su di lei e la invita ad andare a vivere con i tre nipoti, nella speranza che possa trasformarli in persone migliori: se accetterà il Presidente le pagherà tutte le tasse universitarie.
Da quel momento vivrà quindi alla Residenza Haneul con i tre cugini Kang: Kang Hyun-min, un play-boy incallito e il più quotato come futuro erede del Gruppo, Kang Ji-woon, un attaccabrighe dal passato turbolento, Kang Seo-woo, un cantautore idolo delle teenager. Oltre a loro avrà a che fare con Lee Yoon-sung, il segretario del Presidente e loro guardia del corpo.
Esiste un'unica condizione per restare alla Residenza Haneul: frequentarsi è categoricamente vietato.

## Personaggi

### Personaggi principali[3]
- Eun Ha-won, interpretata da Park So-dam[4]
 Una ragazza energica e volenterosa, appena ventenne. Ha perso la madre da bambina ed il padre, spesso fuori per lavoro, si è subito risposato. La nuova matrigna insieme alla sorellastra le rendono la vita impossibile: le addossano tutte le faccende domestiche, la costringono a dormire sulla veranda e le mentono affermando di non avere abbastanza soldi per mandare all'Università entrambe le figlie. Nonostante questo Ha-won si comporta gentilmente con loro, assecondandole nei loro capricci e sperando sempre che prima o poi inizieranno a considerarla come un vero membro della famiglia. È molto attaccata al ricordo della madre, porta al collo un medaglione con una sua foto e segue scrupolosamente tutti i suoi consigli e insegnamenti: per soddisfare un suo desiderio vuole infatti diventare insegnante ed ha più di dieci lavori part-time per riuscire a pagare autonomamente le tasse di iscrizione dell'Università. Avendo poi speso tutto per pagare la tassa del crematorio, si ritrova costretta ad accompagnare Kang Hyun-min, ricchissimo erede dell'Haneul Group al matrimonio del nonno, dove conosce anche gli altri due cugini Kang. Per raccogliere tutti i soldi per le tasse universitarie decide di trasferirsi alla Residenza Haneul.
- Kang Hyun-min, interpretato da Ahn Jae-hyun
Erede ufficioso dell'Haneul Group, è cresciuto senza alcun freno circondato da ricchezze e spreco, diventando un play-boy incallito. Il padre è morto molti anni prima in un incidente d'auto e la madre l'ha abbandonato da piccolo con l'unica raccomandazione di mantenere il proprio posto di erede, cosa che non ha intenzione di perdonarle. Incontra per caso Eun Ha-won durante uno dei suoi lavori part-time e a causa di una scommessa la porta con sé al matrimonio del nonno, presentandola come sua fidanzata. Il suo piatto preferito sono le costolette d'agnello. È molto abile con il cubo di Rubik e si diverte risolvendo quiz d'intelligenza.
- Kang Ji-woon, interpretato da Jung Il-woo[5]
Attacca brighe che non sopporta i soprusi e gli arrivisti. Ha scoperto da poco meno di un anno di essere nipote del Presidente Kang poiché suo padre era stato allontanato dalla madre prima della sua nascita, e successivamente lei era morta lasciandolo solo. Ha abbandonando la scuola e trovato lavoro in un'officina. Si mostra molto recalcitrante ad accettare il suo nuovo nome e continua a passare il suo tempo libero assieme ai suoi vecchi amici. È innamorato, non corrisposto, di Park Hye-ji. Considera Ha-won solo una scalatrice sociale, successivamente inizia a cambiare idea sul suo conto. Ama la pancetta con la carne di maiale ancora attaccata.
- Kang Seo-woo, interpretato da Lee Jung-shin[6]
 Cantautore ed idolo delle adolescenti, è un ragazzo molto solare e gentile. Suo padre era figlio illegittimo del Presidente, riconosciuto solo alla morte del primo. Ha un rapporto molto forte con la madre, anche se si vedono soltanto un paio di volte l'anno. Si comporta molto gentilmente con Ha-won, chiamandola per scherzo "Miss Celebrità". È molto attento alla linea ed evita di mangiare pesante prima di servizi fotografici e altre attività da idol. Si innamora di Ha-won ma quando vede che lei ama Ji-woon dedica di rinunciare.
- Lee Yoon-sung, interpretato da Choi Min
 Segretario Generale dell'Haneul Group e guardia del corpo dei tre cugini. È molto efficiente e segue con dedizione tutti gli ordini del Presidente Kang. Molto bravo a cucinare, ama particolarmente mangiare buona cucina. Aiuta Ha-won ad ambientarsi dopo il suo arrivo alla Sky House e a completare le sue missioni.
- Park Hye-ji, interpretata da Son Naeun
Amica d'infanzia di Kang Hyun-min, intende laurearsi in Fashion Design. Amica d'infanzia di Hun-min, ne è innamorata, anche se non corrisposta ed anzi lui ha interrotto tutti i rapporti con lei. È molto amica di Ji-woon, senza accorgersi del suo amore per lei. Prova gelosia nei confronti di Ha-won, che crede essere la fidanzata di Hyun-min.

### Personaggi secondari

#### Famiglia Kang
- Kang Jung-doo, interpretato da Kim Yong-gun
Nonno dei tre cugini Kang e Presidente dell'Haneul Group. Si è sposato cinque volte ed ha avuto anche varie amanti. I figli da lui riconosciuti sono tre, assieme ad altrettanti nipoti. Resta colpito da Eun Ha-won e la invita alla Residenza Haneul per aiutarlo a rieducare i tre cugini, poiché a breve dovrà scegliere un erede.
- Ji Hwa-ja, interpretata da Kim Hye-ri
Quinta moglie del Presidente Kang. Frequenta il centro estetico della matrigna di Ha-won. In realtà è la madre di Yoon-sung che dodici anni prima aveva abbandonato. Considera il matrimonio con il presidente King un'occasione per dare a suo figlio il giusto ruolo che merita.
- Madre di Hyun-min, interpretata da Jo Eun-suk
Fredda e opportunista, ha un pessimo rapporto con il figlio, che vede solo poche volte l'anno, passando la maggior parte del tempo all'estero. Il suo principale interesse è la successione alla presidenza dell'Haneul Group. Subito dopo la commemorazione di suo marito Hyun-min la accompagna in aeroporto intimandole di non tornare più in Corea.
- Madre di Seo-woo, interpretata da Lee Ah-hyun
È molto allegra e gioviale, adora il figlio e si rammarica molto di poterlo vedere così poco. Era molto legata al marito.

#### Famiglia Eun
- Eun Gi-sang, interpretato da Seo Hyun-chul
Padre di Ha-won, fa il camionista in campagna, restando spesso fuori casa per mesi. In seguito alla morte della prima moglie si è risposato. Dopo una discussione caccia Ha-won di casa con la ferma intenzione di rivederla mai più perché convinto che non sia sua figlia. Una volta saputa la verità apprende i suoi errori e si riconcilia con Ha-won.
- Han Jung-sun, interpretata da Shin Dong-mi
Madre di Ha-won, a cui ha trasmesso la passione per le arti marziali e la fede nei precetti di Sun Tzu. È inoltre a causa sua se la ragazza sogna di diventare insegnante. È morta in un incendio cercando di salvare la madre di Ji-woon di cui ha conservato il medaglione contenente il suo anello.
- Park Soo-kyung, interpretata da Choi Eun-kyung
Matrigna di Ha-won, lavora in una spa come massaggiatrice. Sogna di far diventare la figlia ricca e famosa e cerca di realizzare questo piano in tutti i modi. Addossa tutte le faccende di casa alla figliastra, lamentandosi con lei quando non sono svolte con abbastanza cura. A causa della sua avidità finisce per essere licenziata.
- Choi Yoo-na, interpretata da Ko Bo-gyeol
Sorellastra di Ha-won. Vorrebbe diventare ricca e famosa e per questo cerca in tutti i modi di incontrare Kang Hyun-min. Conduce un suo show di bellezza su internet. È molto invidiosa di Ha-won, che non ha mai considerato come parte della sua famiglia, per aver conosciuto Kang Hyun-min: è infatti principalmente a causa sua se la sorellastra viene cacciata di casa.

### Personaggi minori
- Madre di Ji-woon, interpretata da Kim Ji-sung
 Morta quando Ji-woon era molto piccolo, lasciandolo solo al mondo. Aveva avuto una relazione con uno dei figli del presidente Kang ma quando quest'ultimo lo scoprì la fece cacciare dalla Sky House perché non la riteneva all'altezza.
- Il capo di Ji-woon, interpretato da Jo Kyung-hoon
Proprietario dell'officina dove lavorava Ji-woon.
- Il manager di Seo-woo, interpretato da Kim Kang-hyun
È terrorizzato dall'autorità del Presidente Kang e deve continuamente sopportare improvvisi cambi nel programma giornaliero di Seo-woo.
- Amico di Hyun-min, interpretato da Kim Seon-woong
- Amico di Hyun-min, interpretato da Kang Eui-sik

### Cameo
- Kim So-hye interpreta una delle ragazze di Hyun-min (episodio 1)
- Moon Se-yun interpreta il manager di un mini market durante uno dei numerosi lavori part-time di Eun Ha-won (Episodi 1 e 2)
- Park Young-soo interpreta il Maggiordomo Kim, il maggiordomo precedente all'arrivo di Eun Ha-won (episodio 1)
- Choi Dae-sung interpreta un uomo in un negozio di stoffe (episodio 1)
- Park Eun-ji interpreta un reporter alla TV (episodio 1)
- Jin Hye-won interpreta un'amica di Hye-ji (episodio 1)
- Seo Bo-ik interpreta un giornalista (episodio 2)
- Chun Yi-seul interpreta la ragazza dell'appuntamento di Kang Hyun-min (episodio 4)
- Park Gwi-sun interpreta un monaco (episodio 6)
- Kim Dong-gyun interpreta un chirurgo plastico (episodio 7)
- Hyun Suk-hee interpreta la direttrice di un orfanotrofio (episodio 13)
- Jung Soo-in interpreta il superiore di Hye-ji (episodi 14 e 15)

## Produzione
Inizialmente il titolo doveva essere Niga cheo-eum-i-ya (니가 처음이야?, lett. "Tu sei il primo"), poi cambiato in Cinderella-wa myeong-ui gisa.
La prima lettura dei copioni è avvenuta a gennaio 2016. Le riprese sono iniziate il 31 gennaio 2016 e terminate il 31 maggio. Le scene ambientate alla Residenza Haneul sono state girate a South Cape, un resort di lusso sudcoreano. L'intera produzione della serie è stata completata prima della première.
Il 27 maggio, dopo quattro mesi di negoziazione, il drama venne affidato alla rete tvN. Il 2 agosto 2016 venne confermato che sarebbe stato mandato in onda ogni venerdì e sabato alle 23:00 su tvN a partire dal 12 agosto, chiarendo così la confusione dovuta alla possibilità che l'attrice Park So-dam apparisse allo stesso tempo in due diversi drama sempre nella parte di protagonista femminile (Cinderella-wa myeong-ui gisa e Beautiful Mind).

## Ascolti
| Episodio | Data di trasmissione | Dati TNMS           | Dati AGB            | Dati AGB                   |
| Episodio | Data di trasmissione | A livello nazionale | A livello nazionale | Area metropolitana di Seul |
| -------- | -------------------- | ------------------- | ------------------- | -------------------------- |
| 1        | 12 agosto 2016       | 3,7%                | 3,549%              | 4,548%                     |
| 2        | 13 agosto 2016       | 2,5%                | 1,769%              | 2,136%                     |
| 3        | 19 agosto 2016       | 4,7%                | 2,680%              | 3,043%                     |
| 4        | 20 agosto 2016       | 2,8%                | 2,230%              | 1,913%                     |
| 5        | 26 agosto 2016       | 3,8%                | 2,967%              | 2,585%                     |
| 6        | 27 agosto 2016       | 4,0%                | 3,903%              | 3,169%                     |
| 7        | 2 settembre 2016     | 4,2%                | 3,216%              | 2,855%                     |
| 8        | 3 settembre 2016     | 4,0%                | 3,031%              | 3,425%                     |
| 9        | 9 settembre 2016     | 3,3%                | 3,036%              | 2,939%                     |
| 10       | 10 settembre 2016    | 3,1%                | 2,748%              | 2,883%                     |
| 11       | 16 settembre 2016    | 3,0%                | 2,392%              | 3,054%                     |
| 12       | 17 settembre 2016    | 2,8%                | 2,009%              | 1,961%                     |
| 13       | 23 settembre 2016    | 3,2%                | 2,601%              | 2,430%                     |
| 14       | 24 settembre 2016    | 3,2%                | 2,407%              | 2,334%                     |
| 15       | 30 settembre 2016    | 3,1%                | 2,456%              | 2,267%                     |
| 16       | 1º ottobre 2016      | 3,8%                | 3,118%              | 3,132%                     |
| Media    | Media                | 3,45%               | 2,76%               | 2,85%                      |

Nota: Questo drama è stato trasmesso su un canale a pagamento, il quale ha normalmente un'audience minore rispetto ai canali in chiaro (KBS, SBS, MBC, EBS).

## Colonna sonora
1. For you – BTOB
2. My Romeo – Jessi
3. Confession – SinB (GFRIEND)
4. In one day we meet again – Green Cacao
5. Without you – Yoon Bomi (Apink)
6. I believe – Younha
7. Star fall on you – DickPunks
8. Only one – Zia
9. The way to find love (사랑을 찾는 방법) – CNU (B1A4)
10. Confession (고백) – Lee Jung-shin

### Strumentali
1. The chorus of Knights
2. Smile of blessing
3. Protect you
4. Sad walking
5. Pit-a-pat
6. Leave me alone
7. Stop the rain
8. Cinderella story
9. Don't cry
10. Pinocchio dance
11. Urban guy
12. Lonely melody
13. Wondergirl
14. Sky house

## Riconoscimenti
| Anno | Premio             | Categoria                   | Ricevente    | Risultato       |
| ---- | ------------------ | --------------------------- | ------------ | --------------- |
| 2016 | APAN Star Awards   | Migliore attrice esordiente | Park So-dam  | Candidato/a     |
| 2016 | Korea Drama Awards | Miglior attore              | Ahn Jae-hyun | Vincitore/trice |
| 2016 | Korea Drama Awards | Global Star Award           | Ahn Jae-hyun | Vincitore/trice |